# Anolis dollfusianus
El anolis cafetalero  (Anolis dollfusianus) es una especie de lagarto que pertenece a la familia Dactyloidae. Es nativo del sur de México (Chiapas) y Guatemala.